# Bauhinia
Bauhinia L., 1753 è un genere di piante della famiglia delle Fabacee (o Leguminose) che comprende circa 200 specie di piccoli alberi, arbusti e rampicanti,  a diffusione pantropicale.
Il nome del genere è un omaggio ai due naturalisti svizzeri Johann e Gaspard Bauhin.

## Tassonomia
Il genere Bauhinia fa parte della famiglia delle Fabacee o Leguminose, dove viene annoverato tra i generi più primitivi, affine al genere Cercis (l'albero di Giuda).
In passato veniva collocato nella sottofamiglia delle Cesalpinioidee e nella tribù delle Cercidee. La moderna classificazione filogenetica ha elevato la tribù Cercidee al rango di sottofamiglia (Cercidoideae).

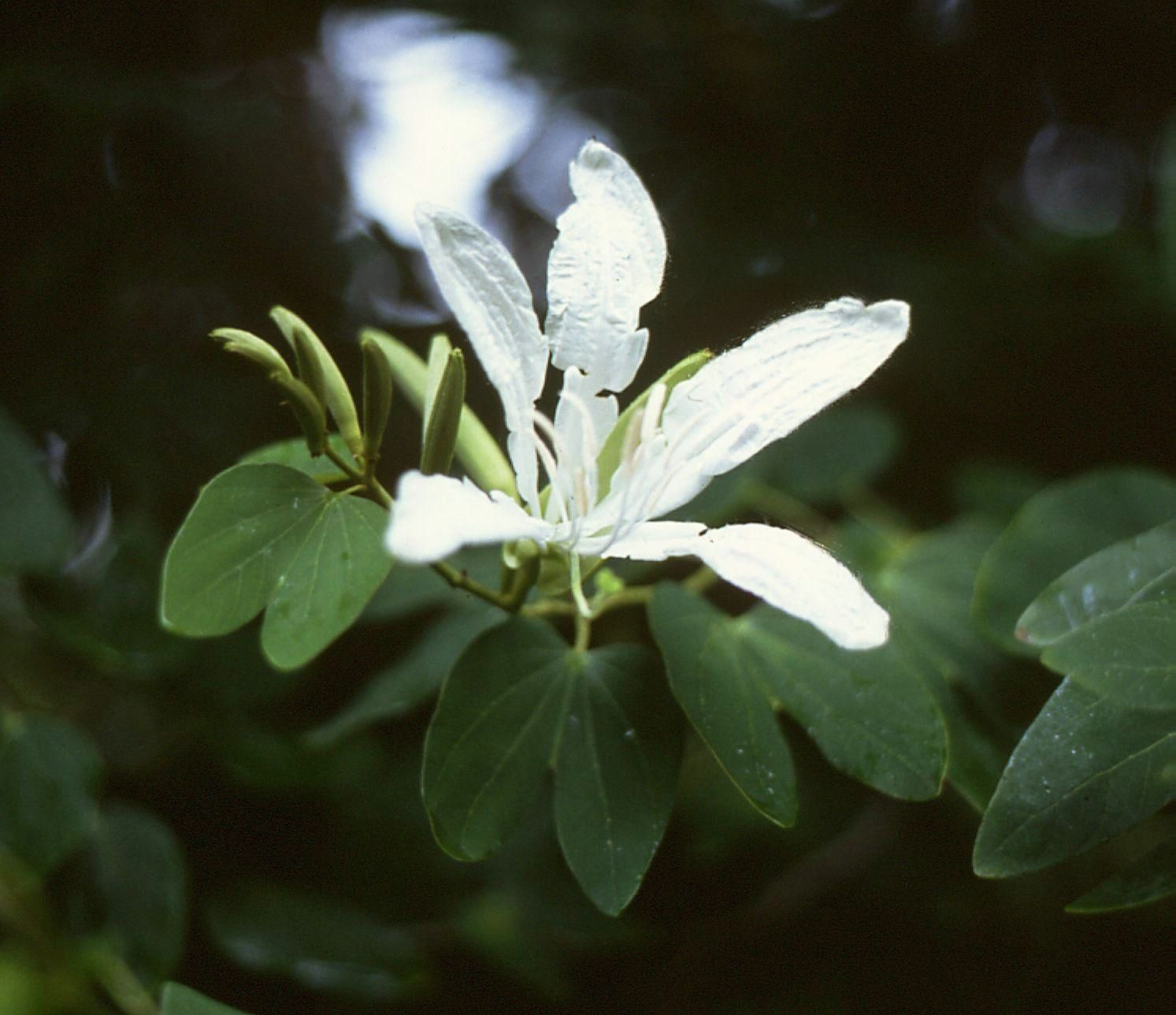
Fiori e caratteristiche foglie bilobate di Bauhinia forficata

Il genere comprende circa 200 specie:
- Bauhinia acreana Harms
- Bauhinia aculeata L.
- Bauhinia acuminata L.
- Bauhinia acuruana Moric.
- Bauhinia affinis Vogel
- Bauhinia albicans Vogel
- Bauhinia amambayensis Fortunato
- Bauhinia amatlana Wunderlin
- Bauhinia andrade-limae A.C.B.Santos & Vaz
- Bauhinia andrieuxii Hemsl.
- Bauhinia ankarafantsikae Du Puy & R.Rabev.
- Bauhinia anomala Hassl.
- Bauhinia arborea Wunderlin
- Bauhinia argentinensis Burkart
- Bauhinia arleneae A.C.B.Santos & L. P.Queiroz
- Bauhinia augusti Harms
- Bauhinia aurantiaca Bojer
- Bauhinia aureopunctata Ducke
- Bauhinia ayabacensis Wunderlin
- Bauhinia bartlettii B.L.Turner
- Bauhinia bauhinioides (Mart.) J.F.Macbr.
- Bauhinia beguinotii Cufod.
- Bauhinia bicolor (Bong.) D.Dietr.
- Bauhinia bohniana H.Y.Chen
- Bauhinia bombaciflora Ducke
- Bauhinia bowkeri Harv.
- Bauhinia brachycalyx Ducke
- Bauhinia brachycarpa Wall. ex Benth.
- Bauhinia brevicalyx Du Puy & R.Rabev.
- Bauhinia brevipes Vogel
- Bauhinia bryoniflora Franch.
- Bauhinia burchellii Benth.
- Bauhinia burrowsii E.J.D.Schmidt
- Bauhinia buscalionii Mattei
- Bauhinia calliandroides Rusby
- Bauhinia caloneura Malme
- Bauhinia calycina Pierre ex Gagnep.
- Bauhinia campestris Malme
- Bauhinia candelabriformis R.S.Cowan
- Bauhinia capuronii Du Puy & R.Rabev.
- Bauhinia catingae Harms
- Bauhinia chapulhuacania Wunderlin
- Bauhinia cheilantha (Bong.) Steud.
- Bauhinia cinnamomea DC.
- Bauhinia coclensis R.Torres
- Bauhinia conceptionis Britton & Killip
- Bauhinia concinna Drake
- Bauhinia conwayi Rusby
- Bauhinia cookii Rose
- Bauhinia corifolia L.P.Queiroz
- Bauhinia corniculata Benth.
- Bauhinia coulteri J.F.Macbr.
- Bauhinia crocea Drake
- Bauhinia cupulata Benth.
- Bauhinia curvula Benth.
- Bauhinia darainensis Thulin & Nusb.
- Bauhinia decandra Du Puy & R.Rabev.
- Bauhinia decora L.Uribe
- Bauhinia deserti (Britton & Rose) Lundell
- Bauhinia dimorphophylla Hoehne
- Bauhinia dipetala Hemsl.
- Bauhinia diptera Blume ex Miq.
- Bauhinia divaricata L.
- Bauhinia dubia G.Don
- Bauhinia dumosa Benth.
- Bauhinia eilertsii Pulle
- Bauhinia ellenbeckii Harms
- Bauhinia erythrocalyx Wunderlin
- Bauhinia esmeraldasensis Wunderlin
- Bauhinia estrellensis Hassl.
- Bauhinia eucosma S.F.Blake
- Bauhinia euryantha H.Y.Chen
- Bauhinia exellii Torre & Hillc.
- Bauhinia eximia Miq.
- Bauhinia farec Desv.
- Bauhinia flagelliflora Wunderlin
- Bauhinia floribunda Desv.
- Bauhinia forficata Link
- Bauhinia fryxellii Wunderlin
- Bauhinia funchiana Vaz & G.P.Lewis
- Bauhinia fusconervis (Bong.) Steud.
- Bauhinia galpinii N.E.Br.
- Bauhinia gardneri Benth.
- Bauhinia geniculata Wunderlin
- Bauhinia gilesii F.Muell. & F.M.Bailey
- Bauhinia glaziovii Taub.
- Bauhinia godefroyi Gagnep.
- Bauhinia goyazensis Harms
- Bauhinia grandidieri Baill.
- Bauhinia grandifolia (Bong.) D.Dietr.
- Bauhinia grevei Drake
- Bauhinia gypsicola McVaugh
- Bauhinia hagenbeckii Harms
- Bauhinia hainanensis Merr. & Chun ex H.Y.Chen
- Bauhinia haughtii Wunderlin
- Bauhinia hildebrandtii Vatke
- Bauhinia hirsuta Weinm.
- Bauhinia holophylla (Bong.) Steud.
- Bauhinia hostmanniana Miq.
- Bauhinia humilis Rusby
- Bauhinia integerrima Mart. ex Benth.
- Bauhinia involucrans Gagnep.
- Bauhinia isopetala Griff.
- Bauhinia jenningsii P.Wilson
- Bauhinia jucunda Brandegee
- Bauhinia kalantha Harms
- Bauhinia kleiniana Burkart
- Bauhinia leptantha Malme
- Bauhinia leucantha Thulin
- Bauhinia longicuspis Spruce ex Benth.
- Bauhinia longifolia (Bong.) Steud.
- Bauhinia longipedicellata Ducke
- Bauhinia longiracemosa Hayata
- Bauhinia lorantha Pierre ex Gagnep.
- Bauhinia lunarioides A.Gray ex S.Watson
- Bauhinia macrantha Oliv.
- Bauhinia macranthera Benth. ex Hemsl.
- Bauhinia madagascariensis Desv.
- Bauhinia malacotricha Harms
- Bauhinia malacotrichoides R.S.Cowan
- Bauhinia malmeana Vaz & G.P.Lewis
- Bauhinia marginata (Bong.) Steud.
- Bauhinia megacarpa H.Y.Chen
- Bauhinia melastomatoidea R.Torres
- Bauhinia membranacea Benth.
- Bauhinia mendoncae Torre & Hillc.
- Bauhinia miriamae R.Torres
- Bauhinia mollis (Bong.) D.Dietr.
- Bauhinia mombassae Vatke
- Bauhinia monandra Kurz
- Bauhinia moningerae Merr.
- Bauhinia morondavensis Du Puy & R.Rabev.
- Bauhinia multinervia (Kunth) DC.
- Bauhinia natalensis Oliv.
- Bauhinia ombrophila Du Puy & R.Rabev.
- Bauhinia ovata (Bong.) Vogel
- Bauhinia oxysepala Gagnep.
- Bauhinia pansamalana Donn.Sm.
- Bauhinia parkinsonii C.E.C.Fisch.
- Bauhinia parviloba Ducke
- Bauhinia pauletia Pers.
- Bauhinia pentandra (Bong.) Vogel ex D.Dietr.
- Bauhinia pervilleana Baill.
- Bauhinia pes-caprae Cav.
- Bauhinia petersiana Bolle
- Bauhinia petiolata (Mutis ex DC.) Triana ex Hook.
- Bauhinia phoenicea B.Heyne ex Wight & Arn.
- Bauhinia pichinchensis Wunderlin
- Bauhinia picta (Kunth) DC.
- Bauhinia pinheiroi Wunderlin
- Bauhinia pinnata Blanco
- Bauhinia piresii Vaz & G.P.Lewis
- Bauhinia platypetala Burch. ex Benth.
- Bauhinia platyphylla Benth.
- Bauhinia podopetala Baker
- Bauhinia pottsii G.Don
- Bauhinia prainiana Craib
- Bauhinia pringlei S.Watson
- Bauhinia proboscidea P.Juárez, Rod.Flores & M.A.Blanco
- Bauhinia pulchella Benth.
- Bauhinia purpurea L.
- Bauhinia racemosa Lam.
- Bauhinia ramirezii Reynoso
- Bauhinia ramosissima Benth. ex Hemsl.
- Bauhinia retifolia Standl.
- Bauhinia richardiana DC.
- Bauhinia rubeleruziana Donn.Sm.
- Bauhinia rufa (Bong.) Steud.
- Bauhinia rufescens Lam.
- Bauhinia saccocalyx Pierre
- Bauhinia saksuwaniae Mattapha, Chantar. & Suddee
- Bauhinia seleriana Harms
- Bauhinia seminarioi Harms ex Eggers
- Bauhinia smilacifolia Burch. ex Benth.
- Bauhinia stenantha Diels
- Bauhinia subclavata Benth.
- Bauhinia subrotundifolia Cav.
- Bauhinia taitensis Taub.
- Bauhinia tarapotensis Benth.
- Bauhinia tenella Benth.
- Bauhinia thailandica Chatan & Promprom
- Bauhinia thompsonii I.M.Johnst.
- Bauhinia tomentosa L.
- Bauhinia tuichiensis Cayola & A.Fuentes
- Bauhinia uberlandiana Vaz & G.P.Lewis
- Bauhinia ungulata L.
- Bauhinia urbaniana Schinz
- Bauhinia uruguayensis Benth.
- Bauhinia variegata L.
- Bauhinia vespertilio S.Moore
- Bauhinia viridescens Desv.
- Bauhinia weberbaueri Harms
- Bauhinia wunderlinii R.Torres
- Bauhinia xerophyta Du Puy & R.Rabev.

## Usi

Bandiera di Hong Kong

Alcune specie hanno importanza ornamentale e vengono chiamate anche alberi orchidea.
Il loro uso all'aperto è generalmente limitato ai climi tropicali o sub-tropicali, anche se alcune specie (p.es. Bauhinia grandiflora) possono essere coltivate anche in regioni a clima mediterraneo, dove non gela.
Nei climi temperati, Bauhinia trova applicazione come pianta da appartamento. Esempi di specie adatte a quest'uso sono, oltre a Bauhinia grandiflora, Bauhinia galpinii, Bauhinia variegata e altre.
Bauhinia variegata e altre specie trovano applicazione anche in erboristeria. In particolare, vengono usate la corteccia e le radici.
Un fiore stilizzato di Bauhinia è rappresentato nella bandiera di Hong Kong.